# Trường Nghệ thuật Tisch của Đại học New York

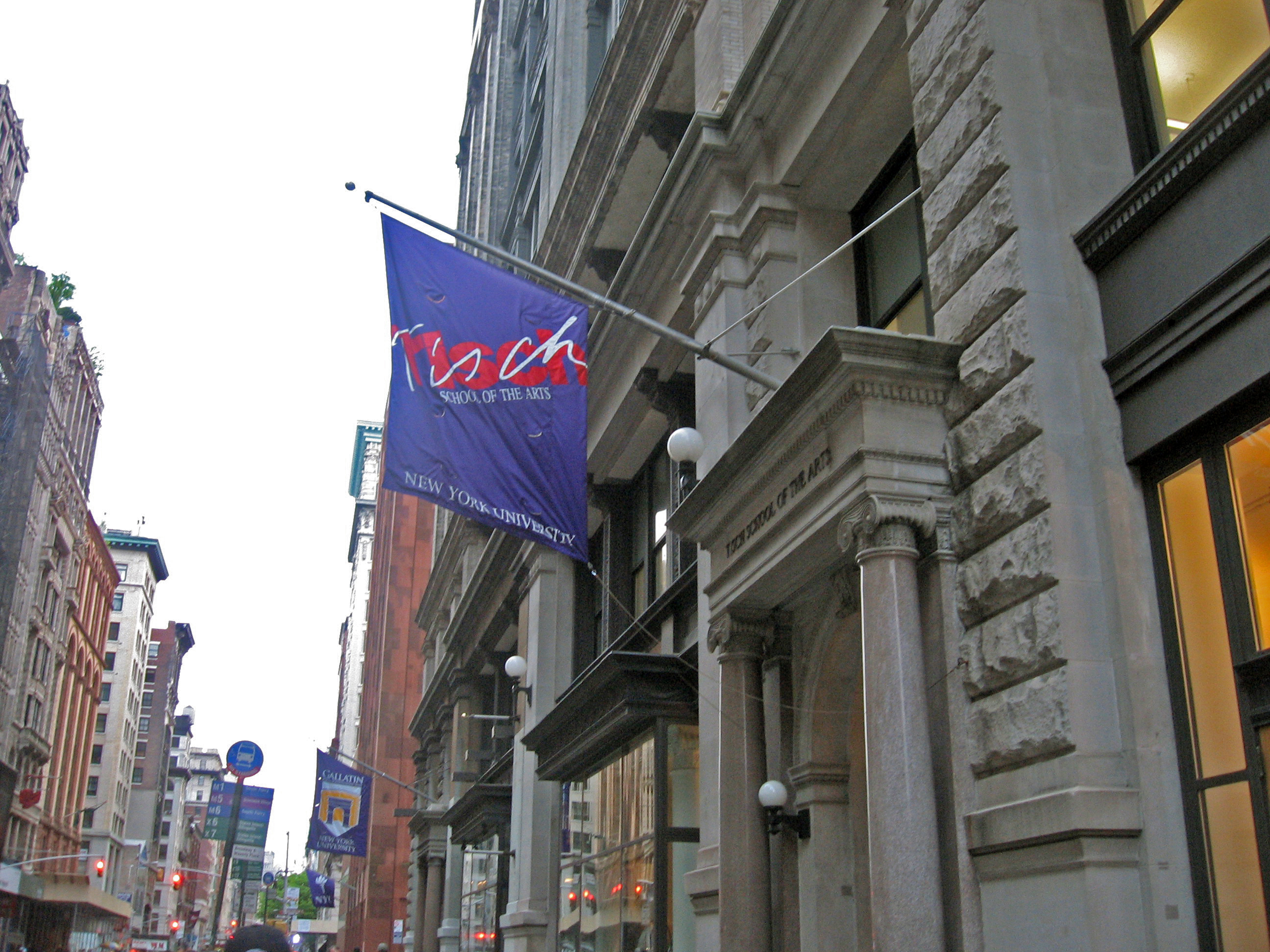
Một lá cờ của Trường Tisch (với logo cũ) được treo ở lối vào chính của tòa nhà, 2007.

Trường Nghệ thuật Tisch của Đại học New York (thường được gọi là Tisch) là trường giáo dục chuyên ngành biểu diễn, điện ảnh và nghệ thuật truyền thông trực thuộc Đại học New York.
Được thành lập vào ngày 17 tháng 8 năm 1965, Tisch là cơ sở đào tạo nghệ sĩ, học giả nghệ thuật và nhà làm phim. Trường được chia thành ba Viện: Nghệ thuật biểu diễn, Truyền thông mới nổi và Điện ảnh & Truyền hình. Nhiều chuyên ngành đại học và sau đại học dành cho sinh viên, bao gồm: diễn xuất, khiêu vũ, kịch, nghiên cứu biểu diễn, thiết kế sân khấu và điện ảnh, viết nhạc kịch, nhiếp ảnh, sản xuất nhạc, thiết kế và phát triển trò chơi cũng như nghiên cứu điện ảnh và truyền hình.